# Nereis heterocirrata
Nereis heterocirrata är en ringmaskart som beskrevs av Treadwell 1931. Nereis heterocirrata ingår i släktet Nereis och familjen Nereididae. Inga underarter finns listade i Catalogue of Life.